# Nižná Kamenica
Nižná Kamenica (en allemand : Niederkamenitz, en hongrois : Alsókemence) est un village de Slovaquie situé dans la région de Košice.

## Histoire
Première mention écrite du village en 1427.
Jusqu'au Traité du Trianon de 1920, la localité s'appelait Alsókemence et faisait partie du comitat d'Abaúj-Torna.

## Démographie

### Évolution de la population
| Année:               | 1994. | 2004.   | 2014.    | 2024.    |
| -------------------- | ----- | ------- | -------- | -------- |
| Nombre de personnes: | 473   | 488     | 553      | 718      |
| Différence:          |       | +3,17 % | +13,31 % | +29,83 % |

| Année:               | 2023. | 2024.   |
| -------------------- | ----- | ------- |
| Nombre de personnes: | 683   | 718     |
| Différence:          |       | +5,12 % |